# 丸子川 (東京都)
丸子川（まるこがわ）は、東京都世田谷区及び大田区を流れる一級河川。かつての六郷用水の中流部分が整備され、名称を変えて残っている川である。

## 地理

### 源流から世田谷区岡本まで
丸子川は世田谷区岡本の仙川との接点が上流端であり、団地「大蔵住宅」と東名高速道路下の湧水に源を発する。
大蔵住宅の敷地にある大蔵三丁目公園の湧水池から南に流れ、大蔵運動公園と仙川の間に整備された親水公園を通る。親水公園から先は、仙川の左岸の歩道下の暗渠を進む。暗渠はこのまま仙川に沿って東名高速道路をくぐる。
もう一つの水源である東名高速道路下の湧水は、岡本三丁目25番にある。湧水の量は豊富であり、東名高速道路沿いの側溝を仙川の方向に流れる様子をフェンス越しに見ることができる。この湧水は大蔵住宅から来た流れに合流する。
合流した暗渠はそのまま仙川の左岸を進むが、岡本三丁目33番の西谷戸橋からは開渠となり、次の水神橋付近で南東に向きを変えて仙川から離れる。ここから岡本公園までは整備された丸子川親水公園として南東へ流れ、岡本静嘉堂緑地の東側で谷戸川を合わせる。仙川を離れてからは基本的に、終端の田園調布まで国分寺崖線に沿って多摩川と平行に流れる。

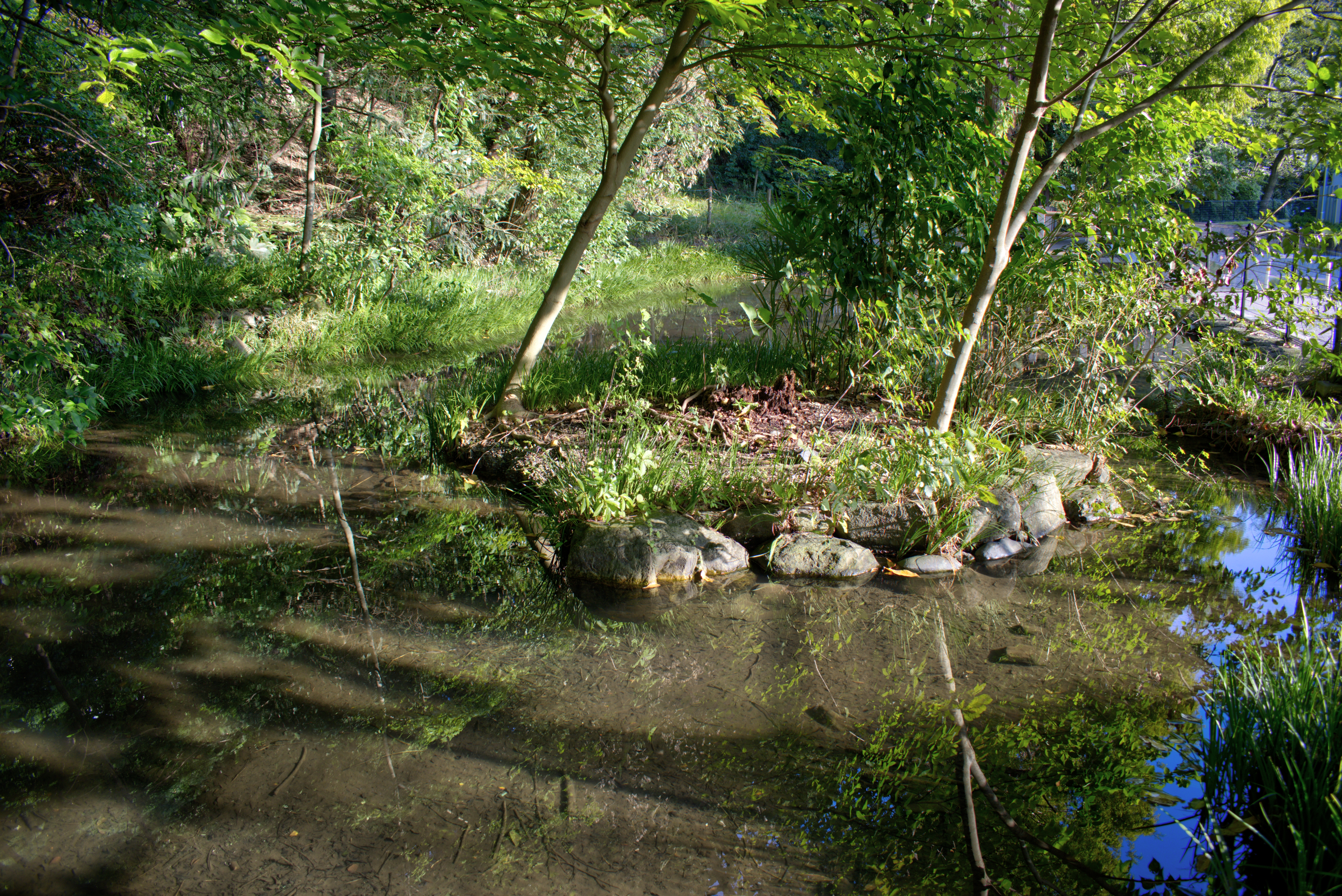
大蔵三丁目公園の湧水池
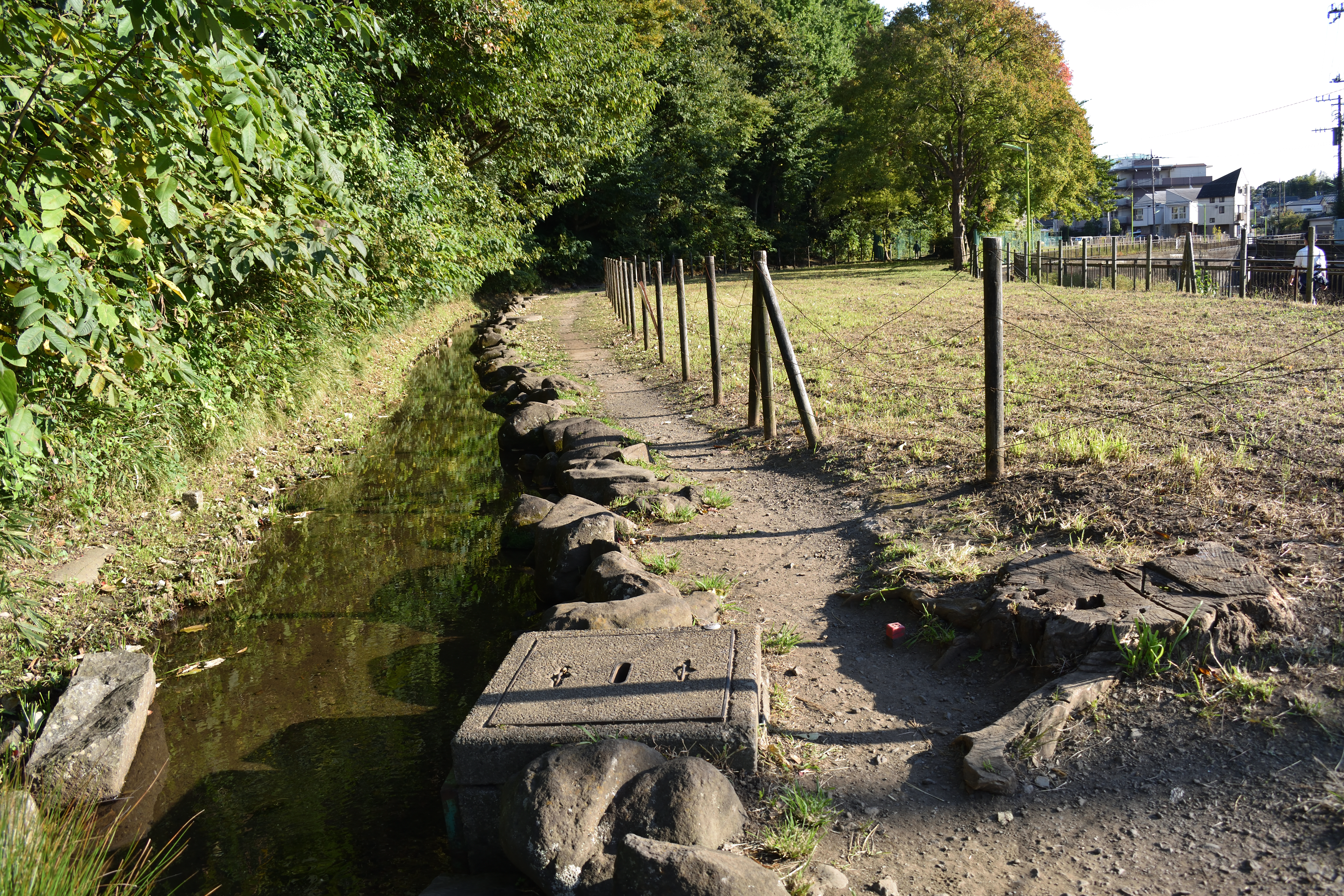
大蔵運動公園（左）と仙川間の親水公園
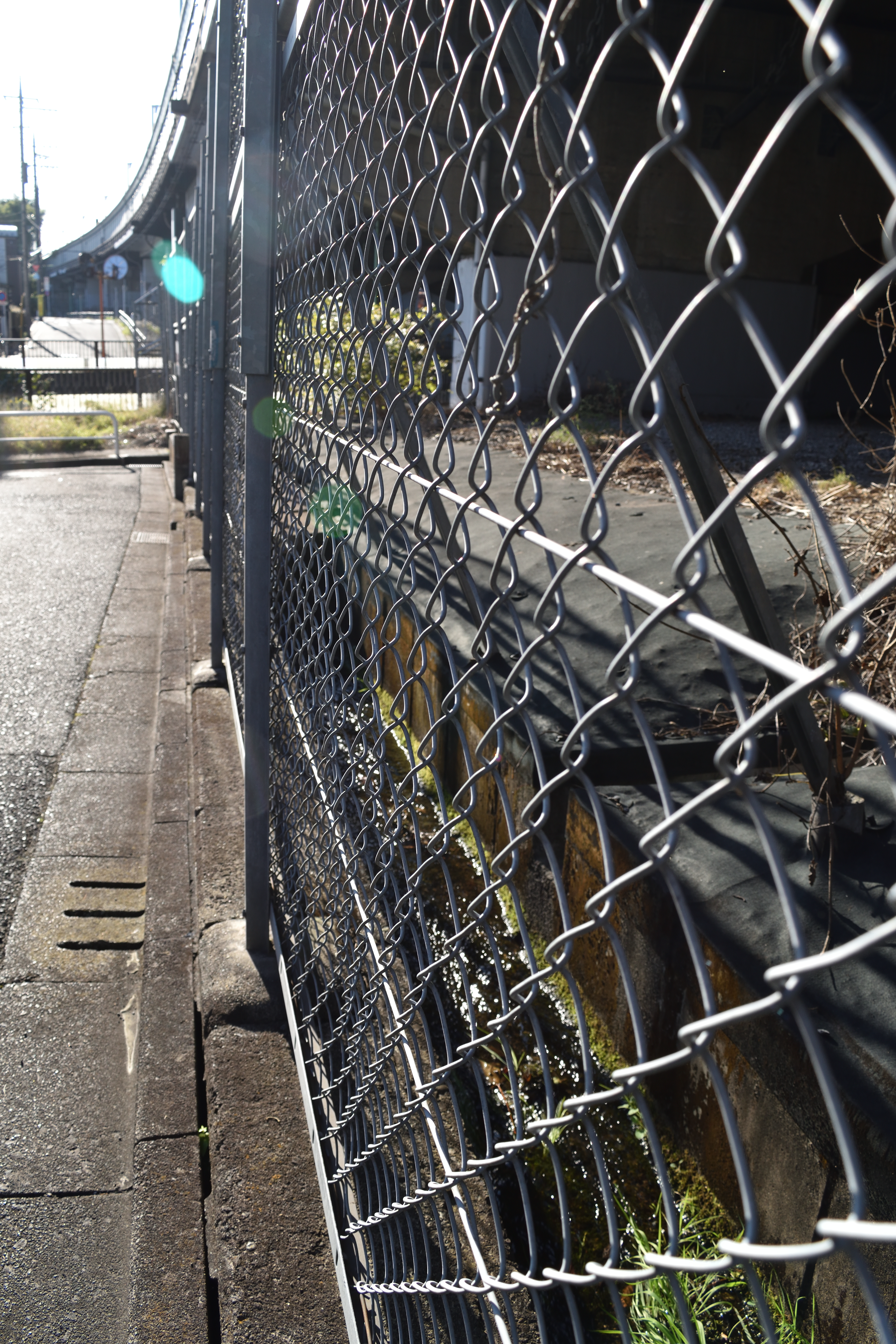
東名高速道路の敷地を仙川に向かって進む湧水
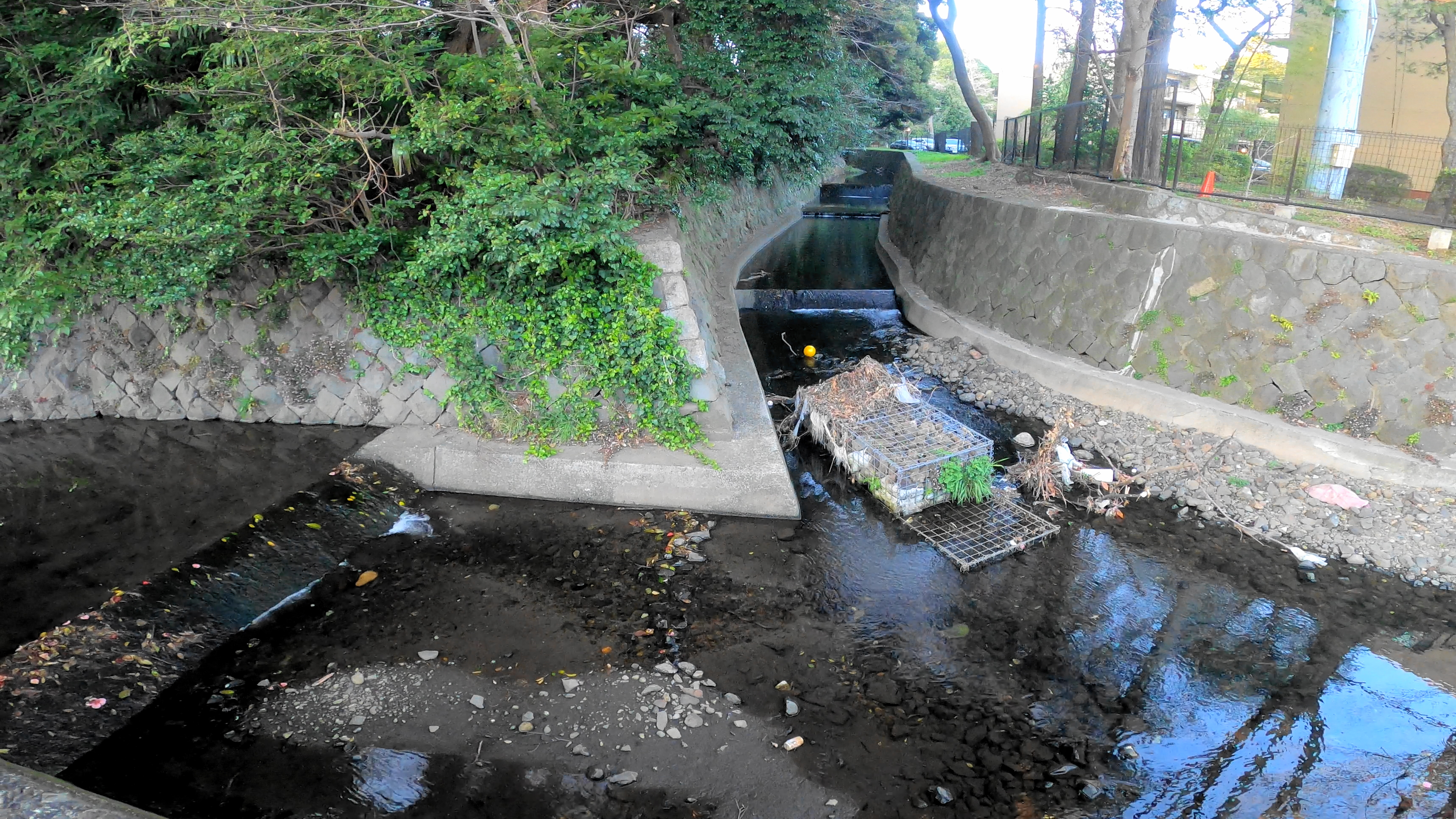
谷戸川との合流点

### 岡本から多摩川との合流点まで
岡本から南東へ流れて国道246号や第三京浜道路をくぐり、北から流れてくる谷沢川に世田谷区野毛一丁目5番で突き当たる。かつての六郷用水は谷沢川の上を横断していたが、現在の丸子川はここで谷沢川に合流して、いったん途絶える。この合流点よりも下流の丸子川には、谷沢川から人工的に汲み上げた水を流している。世田谷区玉堤・尾山台を通過した先の大田区田園調布五丁目には、用水の余水を多摩川に流す分水堰である「お鷹の圦（）堰」があった。現在もこの場所には多摩川への分水路の水門が設置されている。さらにその下流の田園調布一丁目の多摩川浅間神社付近の丸子橋の上流で多摩川左岸に合流する。丸子川はここで終わるが、六郷用水は現在の大田区の東部まで続いていた。

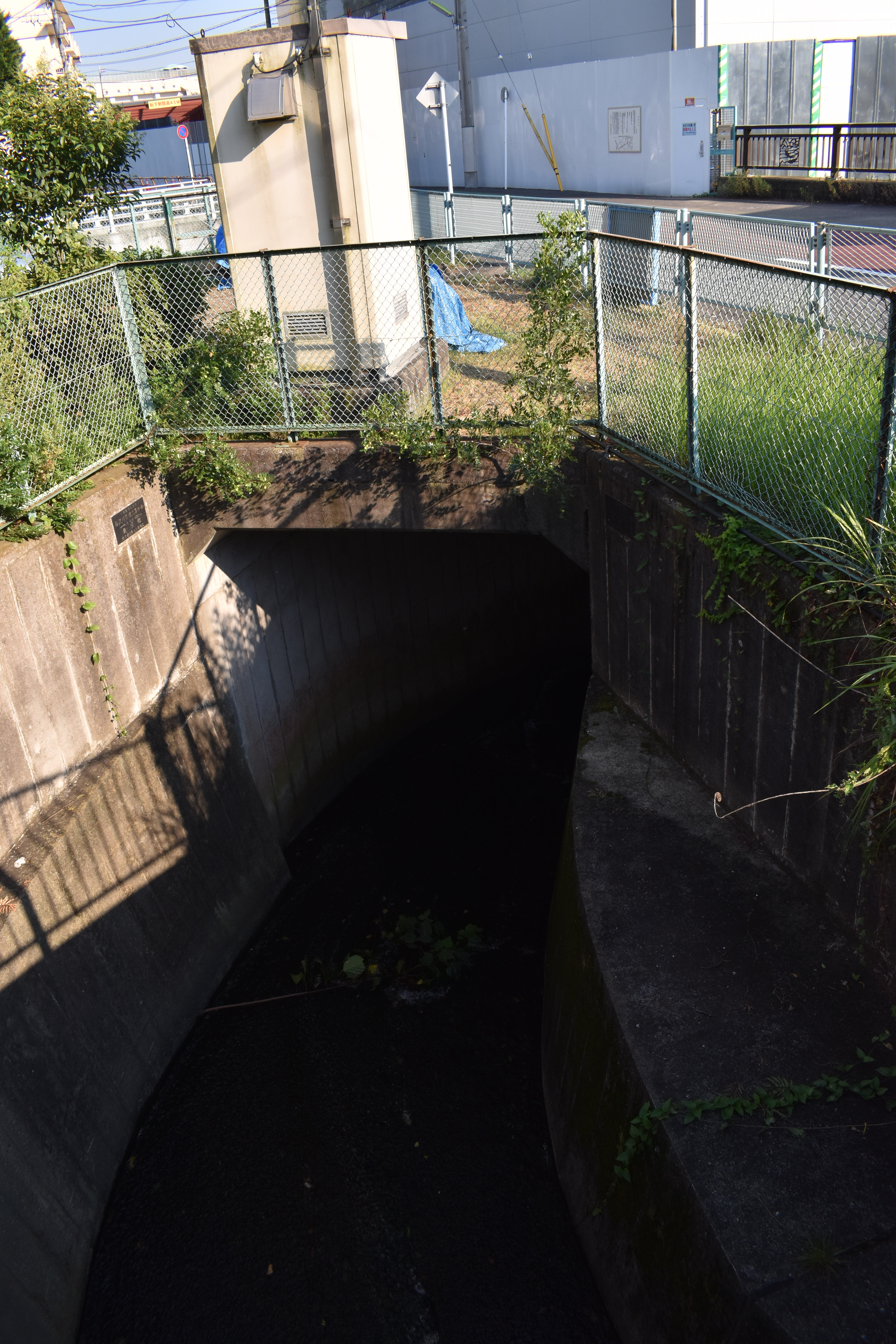
谷沢川との合流点。手前（西）から流れてきた丸子川が南に曲げられて合流する
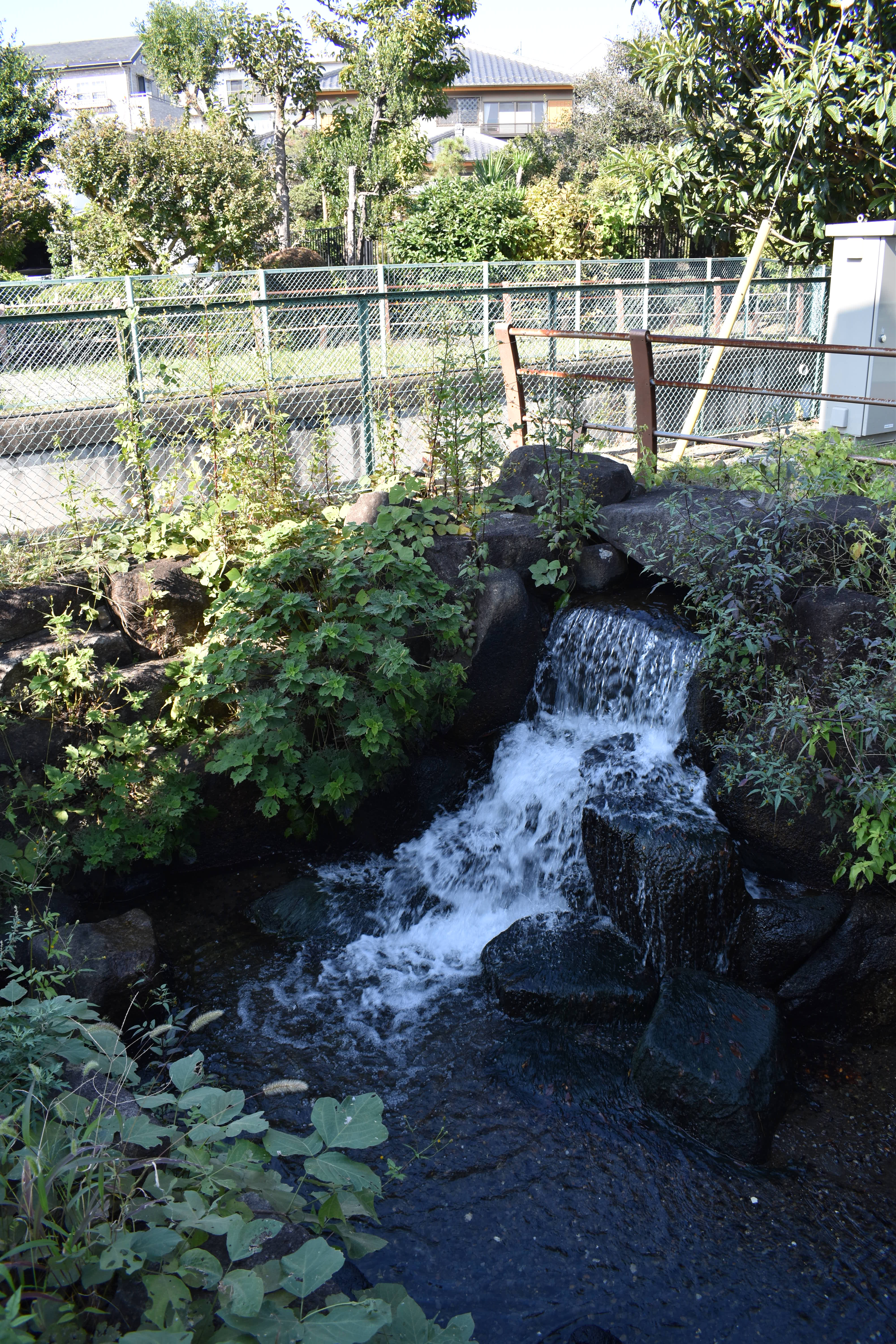
背後の谷沢川から汲み上げられて丸子川下流に注がれる水
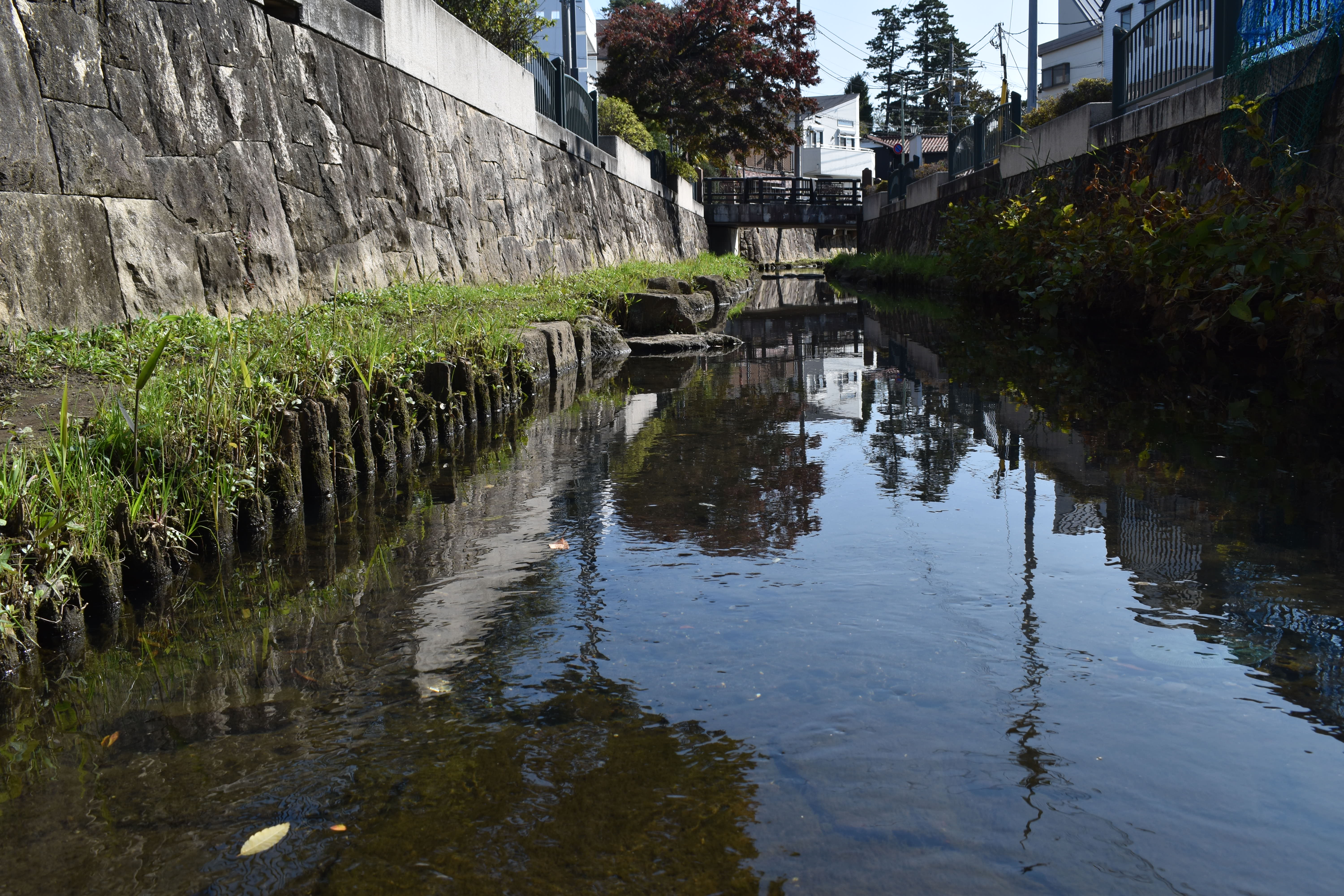
田園調布五丁目「上の橋」付近では川底に降りることができる
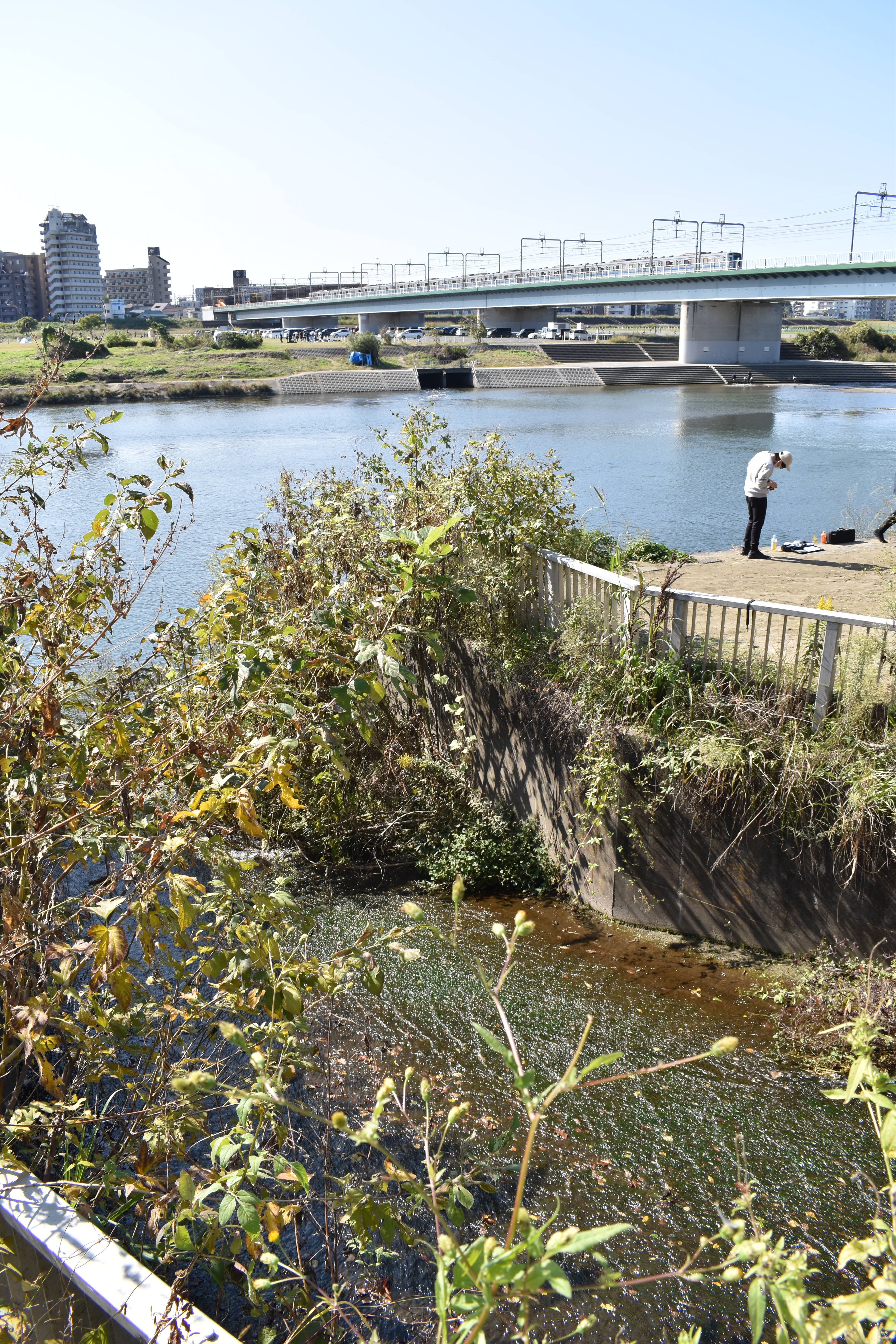
多摩川との合流点

## 支流
- まむし沢
- 谷戸川

## 歴史
もとは江戸時代初期に開墾された六郷用水の一部であり、事業を担当した奉行の名から「次大夫堀」とも呼ばれていた。
1951年（昭和26年）に始まった改修により、六郷用水を廃止しいくつかの区間に分けて埋め立てや排水路としての整備が行われることとなり、仙川との接点から丸子橋の直上流までの区間が「丸子川」と呼ばれるようになった。
1989年（平成元年）から1990年（平成2年）にかけて、谷沢川との合流点を境に流路が分断され、上流側の水は全量谷沢川に合流する形となり、下流側は谷沢川の水をポンプで導水する形に切り替えられた。
2017年（平成29年）9月には、流域の洪水対策を一層強化するため、東京都により河川整備計画が策定された。

## 河川施設
- 丸子川親水公園 - 西谷戸橋付近から下山橋までの約900mに整備された親水公園